# Euselates stricticollis
Euselates stricticollis är en skalbaggsart som beskrevs av Thierry Bourgoin 1926. Euselates stricticollis ingår i släktet Euselates och familjen Cetoniidae. Inga underarter finns listade i Catalogue of Life.